# Folke Löfberg
Folke Löfberg, född 22 april 1912 i Lekaryd, död 11 februari 1999, var en svensk arkitekt.
Löfberg var anställd av Kooperativa förbundets arkitektkontor 1937–1940 och 1943–1977. Han ritade bland annat Domusvaruhus och ritade enligt egen uppgift "ett tiotal" sådana.

## Verk
- Hotell i Malmberget.[3]
- Domus i Kiruna för Konsumtionsföreningen Kiruna m. o..[4] Stängt 2009 och därefter rivet.
- Domus i Piteå.[5]
- Domus i Östersund.[6]
- Domus i Växjö 1965.[1]
- Domus i Halmstad för Konsum Halmstad, färdigställt 1966.[7] Omfattande ombyggnad runt 1990, därefter kallat Gallerian.